# Nordholz (Bückeburg)
Nordholz ist ein Ortsteil der Stadt Bückeburg im niedersächsischen Landkreis Schaumburg und liegt unweit der westlich verlaufenden Grenze zu Nordrhein-Westfalen.

## Geografie und Verkehrsanbindung
Der Ortsteil liegt nordwestlich des Stadtkerns von Bückeburg an der Kreisstraße K1. Nördlich erstreckt sich der Schaumburger Wald. Südlich des Ortes fließt die Bückeburger Aue. Südöstlich liegt das 65 ha große Naturschutzgebiet Bückeburger Niederung, in der sich die Reste der mittelalterlichen Befestigung Hus Aren, auch Burg Arnheim, früher Arnhem genannt, befinden. Westlich verläuft die B 482 und südlich die B 65. Am nördlichen Ortsrand führt der Mittellandkanal vorbei.

### Persönlichkeiten
- Heinrich Deerberg (1893–1985), Landwirt und Politiker (SPD)